# نتی ویتزیرش-تیمر
نتی ویتزیرش-تیمر (انگلیسی: Netti Witziers-Timmer؛ ۲۲ ژوئیه ۱۹۲۳ – ۲۵ ژانویه ۲۰۰۵) دونده اهل هلند بود.
وی در مسابقات کشوری و بین‌المللی در مجموع برندهٔ ۲ مدال طلا شده‌است.